# Nettelislasia euparinoides
Nettelislasia euparinoides är en skalbaggsart som beskrevs av Islas 1945. Nettelislasia euparinoides ingår i släktet Nettelislasia och familjen Aphodiidae. Inga underarter finns listade i Catalogue of Life.